# Store and forward
Nelle telecomunicazioni, lo store and forward (liberamente traducibile come "immagazzina e rinvia") è una tecnica nella quale un pacchetto, nel suo percorso tra le singole stazioni (o nodi) della rete, deve essere totalmente ricevuto, prima di poter essere ritrasmesso nel collegamento in uscita.
In pratica, il pacchetto viene ricevuto e verificato, e solo allora viene inoltrato al nodo successivo; ciò implica quindi lo svantaggio che se tra due singoli nodi vi è un ritardo, questo verrà moltiplicato per tutti i nodi che l'informazione dovrà attraversare per giungere a destinazione.
Allo stesso tempo, lo store and forward è alla base del funzionamento delle reti a commutazione di pacchetto e consente di raggiungere un'elevata utilizzazione delle risorse di rete, traendo massimo vantaggio dalla multiplazione statistica dei dati.